# 愛達荷州特溫福爾斯聖殿
愛達荷州特溫福爾斯聖殿（Twin Falls Idaho Temple）是耶穌基督後期聖徒教會的一座聖殿，位於愛達荷州特溫福爾斯。愛達荷州特溫福爾斯聖殿奉獻於2008年，是愛達荷州的第四座耶穌基督後期聖徒教會聖殿，也是這一年內愛達荷州新建立的第二座耶穌基督後期聖徒教會聖殿。聖殿是特溫福爾斯最高的建築物。

## 聖殿歷史
教會總會會長戈登·興格萊（Gordon B. Hinckley）在2004年10月2日舉行的總會大會開幕詞中宣布，將為愛達荷州的魔術谷地區（Magic Valley）建造一座聖殿，以服務居住在博伊西和愛達荷福爾斯之間的愛達荷州南部的數千名成員。
聖殿的計劃的靈感來自附近的肖肖尼瀑布，於2005年10月6日在前高爾夫球場俱樂部會所舉行的新聞發布會上公佈。該模型顯示了即將到來的白色兩層樓聖殿，該聖殿於2007年5月30日在空中高舉159英尺（48公尺）的尖頂上覆蓋著金葉天使摩羅乃，使其成為該地區的最高的建築物。新的股份中心，超過300個停車位以及綠樹成蔭的林蔭大道和花園也共享了9.1英畝（37,000平方公尺）的建築群。教會竭盡所能，以最大程度地減少鄰居的後顧之憂，與開發商簽訂合同，將佔地36英畝（15公頃）的土地細分為現有社區。
在2006年4月15日（復活節星期天的前一天），聖殿奠基儀式進行由教會十二使徒定額組的尼爾·安德森（Neil L. Andersen）主持。在僅邀請會議中，當地支聯會會長及其家人構成了大多數聽眾。這座聖殿為大約50,000名地區教會成員服務。
特溫福爾斯聖殿於2008年7月11日至2008年8月15日（星期日除外）舉行了開放參觀。教會報告說，開放日期間的訪客總數接近160,000，其中大約60％是教會成員。該聖殿由當時教會總會會長多馬·孟蓀（Thomas S. Monson）2008年8月24日分成4屆會議進行奉獻。奉獻前一天晚上，在特溫福爾斯郡集市舉行了文化慶祝活動。奉獻精神之後，星期一開始了進行聖殿教儀的工作。

## 外部連結
- 维基共享资源上的相關多媒體資源：愛達荷州特溫福爾斯聖殿
- Twin Falls Idaho Temple （页面存档备份，存于） (official)
- Twin Falls Idaho Temple at LDSChurchTemples.com